# (4119) Miles
(4119) Miles (1983 BE) – planetoida z pasa głównego asteroid okrążająca Słońce w ciągu 4,9 lat w średniej odległości 2,89 j.a. Odkryta 16 stycznia 1983 roku.